# Mateusz Zaremba
Mateusz Zaremba (ur. 27 października 1984 w Nowogardzie) – polski piłkarz ręczny, prawy rozgrywający, od 2012 zawodnik Pogoni Szczecin.

## Kariera sportowa
Wychowanek Pomorzanina Nowogard. W latach 2003–2007 był graczem niemieckiego HSV Insel Usedom. W sezonie 2006/2007, w którym rozegrał 32 mecze i zdobył 261 goli (średnia: 8,2 bramki na mecz), zajął 2. miejsce w klasyfikacji najlepszych strzelców 3. Bundesligi.
W latach 2007–2012 był zawodnikiem Vive Kielce. Z kieleckim zespołem trzykrotnie zdobył mistrzostwo Polski: w sezonie 2008/2009 (rozegrał 19 meczów i rzucił 61 bramek), w sezonie 2009/2010 (sześć meczów i 14 bramek) oraz w sezonie 2011/2012 (29 meczów i 30 bramek). Ponadto z Vive Kielce cztery razy zdobył Puchar Polski. Będąc graczem kieleckiej drużyny, przez trzy sezony występował również w Lidze Mistrzów, w której zdobył 26 bramek.
W 2012 rozwiązał kontrakt z Vive Kielce i związał się umową z Pogonią Szczecin. Będąc zawodnikiem szczecińskiej drużyny, cztery razy zdobył co najmniej 100 goli w jednym sezonie Superligi (w sezonie 2012/2013 rzucił 121 bramek, w sezonie 2014/2015 zdobył 114 goli, w sezonie 2017/2018 rzucił 100 bramek, a w sezonie 2018/2019 zdobył 111 goli). W barwach Pogoni wystąpił też w dwóch meczach 2. rundy Pucharu EHF z Csurgói KK, w których rzucił 10 bramek (2015/2016).
W reprezentacji Polski zadebiutował 5 czerwca 2010 w towarzyskim meczu z Litwą (31:31), w którym zdobył jednego gola. W 2011 uczestniczył w mistrzostwach świata w Szwecji (8. miejsce), podczas których wystąpił we wszystkich dziewięciu spotkaniach i rzucił 13 bramek. W 2012 wziął udział w mistrzostwach Europy w Serbii (9. miejsce), w których rozegrał sześć meczów i zdobył jednego gola.
W latach 2012–2015 portal Sportowe Fakty umieszczał go na liście najlepszych polskich prawych rozgrywających (trzy razy na 5. miejscu, raz na 6. miejscu).

## Sukcesy
Vive Kielce
- Mistrzostwo Polski: 2008/2009, 2009/2010, 2011/2012
- Puchar Polski: 2008/2009, 2009/2010, 2010/2011, 2011/2012